# Bezugsantenne
Eine Bezugsantenne (auch Referenzantenne) ist eine Vergleichsantenne, die genutzt wird, um den Gewinn einer Richtantenne relativ zur Bezugsantenne zahlenmäßig zu erfassen. Bezugsantennen werden als Freiraumstrahler betrachtet, d. h. man bezieht den Gewinn auf einen Strahler im freien Raum, ohne den Einfluss der Erdoberfläche.

## Genutzte Antennentypen
Als Bezugsantennen werden vorwiegend genutzt:
- ein hypothetischer Kugelstrahler (Isotropstrahler)
- der Elementardipol (Hertzscher Dipol); Anwendung nur bei den Antennen von Lang- und Mittelwellensendern zur Bestimmung der EMRP.
- der Halbwellendipol (λ/2-Dipol)

wobei meist der Halbwellendipol messtechnisch zum Vergleich herangezogen wird, da er sich in der Praxis am besten unter reproduzierbaren Bedingungen realisieren lässt. Jedoch ist auch seine Realisierung schwierig, da er einerseits so dick wie möglich sein soll, um geringe Verluste zu garantieren, andererseits soll er so dünn wie möglich sein, da nur so eine sinusförmige Stromverteilung gewährleistet werden kann.
Welche Bezugsantenne als Vergleich bei der Ermittlung des Gewinns diente, muss mit angegeben werden, da hiervon der Zahlenwert des Gewinns abhängt. Oft wird dazu den – meist in Dezibel (dB) angegebenen Messwerten – ein Kleinbuchstabe angehängt:
- ein Wert in der Hilfsmaßeinheit dBi bezieht sich auf den Isotropstrahler.
- ein Wert in dBd bezieht sich auf den (Halbwellen-)Dipol.

## Umrechnung der Gewinnwerte

### Einfluss des Antennentyps
Die Messergebnisse werden meist auf den Kugelstrahler umgerechnet, da sich damit (z. B. bei der Strahlungsleistung) besser rechnen lässt:
- für den Hertzschen Dipol ist die Strahlungsintensität in der Hauptrichtung um den Faktor G = 1,5 (1,76 dBi) höher als der Bezugswert.
- beim Halbwellendipol beträgt dieser Antennengewinn G als Faktor 1,64 (entspricht 2,15 dBi).

Beispiel: eine Antenne mit einem Gewinn als Leistungsfaktor von 100 hat bezogen auf den Isotropstrahler den Wert 20 dBi. Bezogen auf den Hertzschen Dipol hat die gleiche Antenne einen Gewinn von 66,66 (entsprechend 18,24 dBd).
Der Gewinn auf den Kugelstrahler bezogen wird absoluter Gewinn genannt, jede andere Gewinnangabe ist ein relativer Gewinn.

### Einfluss der Polarisierung
Die Bezugsantennen (auch der isotrope Strahler) werden als linear polarisiert angenommen. Für die Messung von zirkular polarisierten Antennen werden in der Praxis eigene speziell für diesen Zweck kalibrierte Bezugsantennen verwendet, deren eigener Antennengewinn als Angabe in Dezibel zum gemessenen Vergleichswert einer untersuchten Antenne addiert – bzw. (wenn als Faktor angegeben) mit dem gemessenen Vergleichswert multipliziert – wird.